# معركة أورتونا
معركة أورتونا (بالإنجليزية: Battle of Ortona، وبالألمانية: Schlacht um Ortona) ـ (20ـ28 ديسمبر 1943) هي معركة عنيفة وقعت أحداثها في مدينة أورتونا الإيطالية الصغيرة الواقعة على البحر الأدرياتيكي، وفيها هاجمت إحدى كتائب فرقة المظلات الألمانية الأولى التي كان يقودها الجنرال ريشارد هايدريش قوات الكندية تابعة لفرقة المشاة الكندية الأولى تحت قيادة الجنرال كريس فوكس.
كانت هذه المعركة تتويجًا للقتال على جبهة البحر الأدرياتيكي في إيطاليا أثناء ما سمي بديسمبر الدموي. وقد أطلق على هذه المعركة اسم «ستالينغراد الصغيرة» لفداحة اشتباكاتها التي جرت بطريقة القتال المباشر من مسافات قريبة.